# 12 de abril
12 de abril é o 102.º dia do ano no calendário gregoriano (103.º em anos bissextos). Faltam 263 dias para acabar o ano.

## Eventos históricos

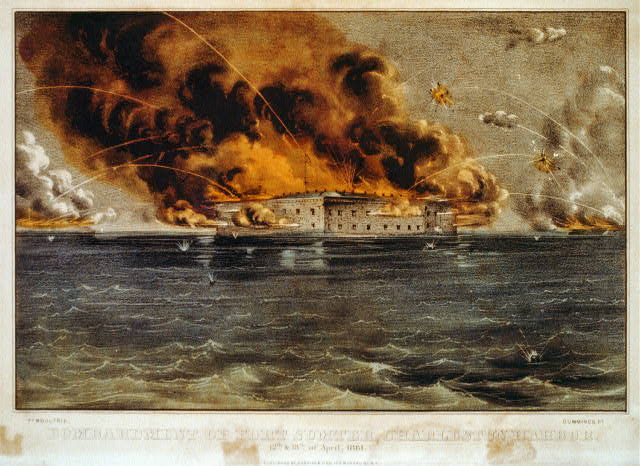
1861: Ataque ao Forte Sumter

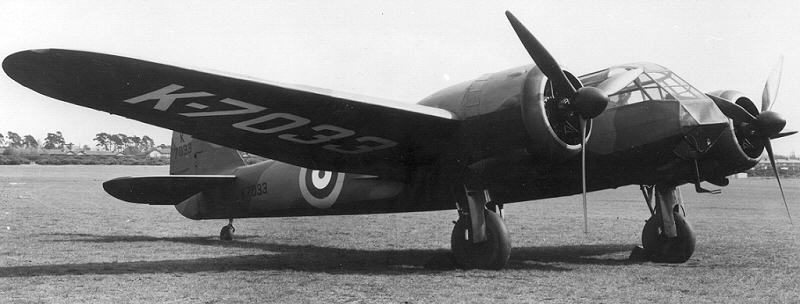
1935: Bristol Blenheim

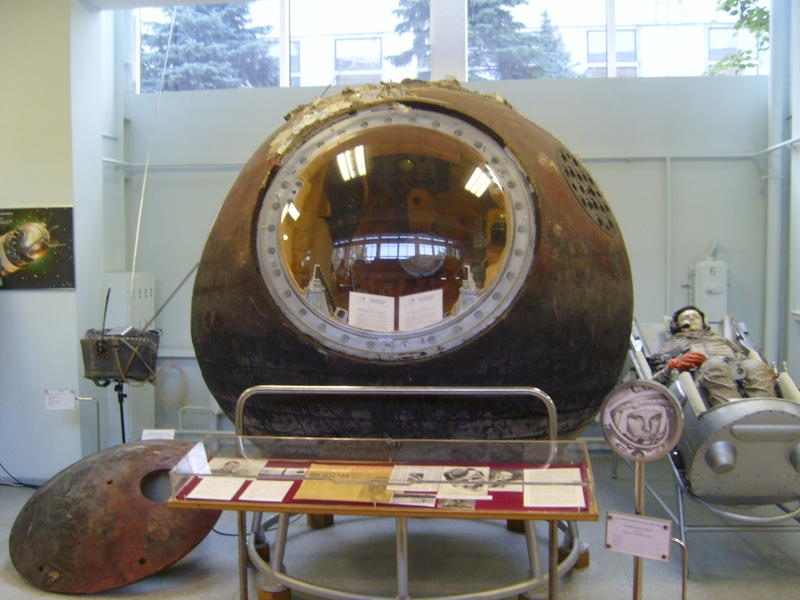
1961: Cápsula espacial na qual Iuri Gagarin realizou o primeiro voo orbital tripulado

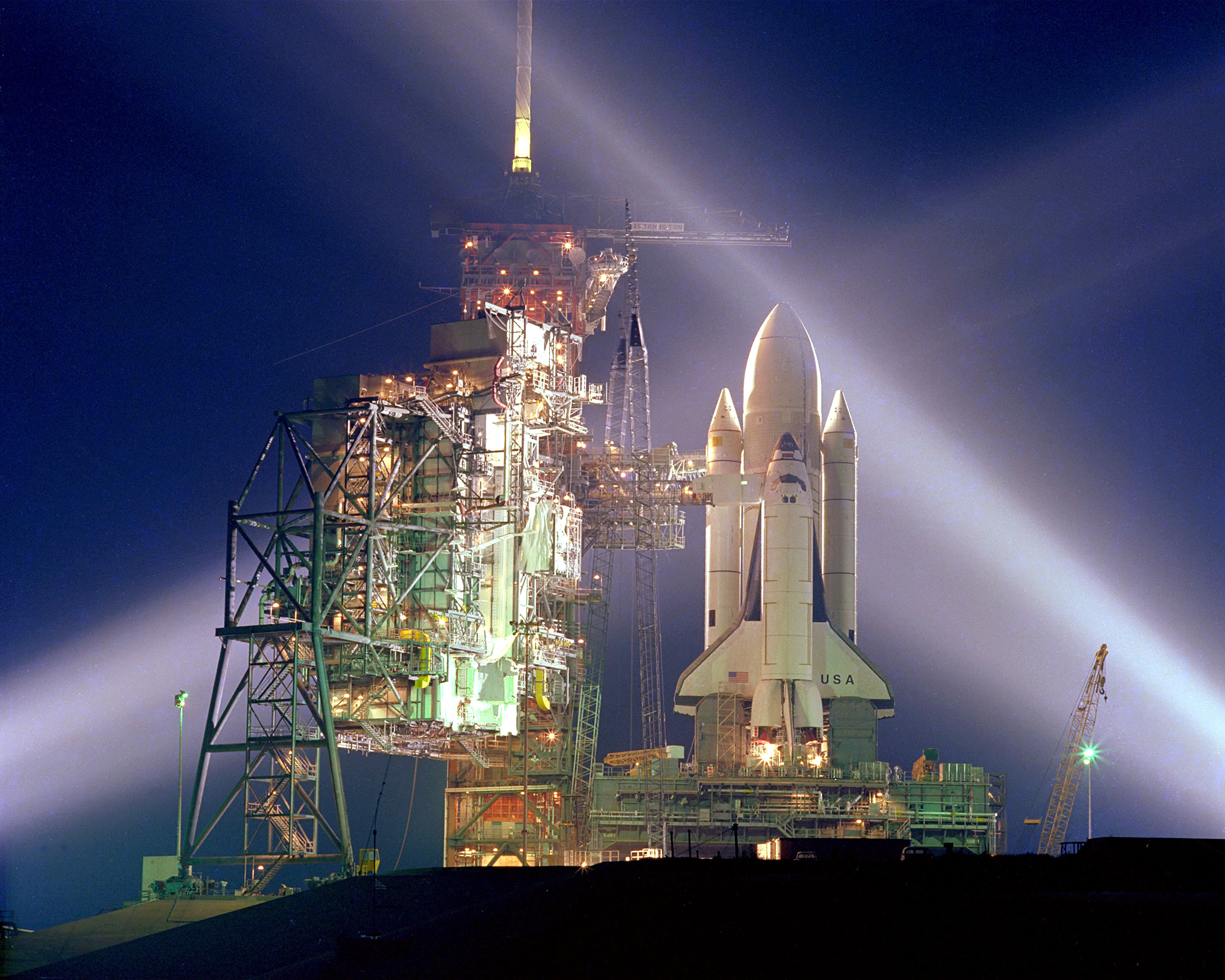
1981: O Columbia na plataforma de lançamento

- 0240 — Sapor I é coroado coimperador do Império dos Iranianos (Império Sassânida), ao lado de seu pai, o imperador Artaxes I.
- 0467 — Antêmio é nomeado imperador do Império Romano do Ocidente.
- 0627 — Rei Eduíno da Nortúmbria é convertido ao cristianismo pelo bispo Paulino de Iorque.
- 1012 — Duque Oldrique da Boêmia depõe e cega seu irmão Jaromir que foge para a Grande Polônia.
- 1167 — O rei Carlos VII da Suécia é assassinado em Visingsö.
- 1204 — Os cruzados da Quarta Cruzada rompem as muralhas de Constantinopla e entram na cidade, que é ocupada completamente no dia seguinte.
- 1606 — A Union Jack é adotada como bandeira pelos navios da Escócia e da Inglaterra.
- 1633 — Na Península Itálica, a Inquisição acusa infundadamente Galileu Galilei de heresia.
- 1671 — Papa Clemente X beatifica Santa Rosa de Lima, tornando-se a primeira santa nascida na América.
- 1782 — Revolução Americana: uma frota da Marinha Real liderada pelo almirante George Rodney derrota uma frota francesa liderada pelo conde de Grasse na Batalha de Saintes, ao largo de Dominica, no Mar do Caribe.
- 1796 — Guerra da Primeira Coalizão: Napoleão Bonaparte obtém sua primeira vitória como comandante do exército na Batalha de Montenotte, separando os exércitos austríaco e piemontês um do outro e marcando o início da rendição piemontesa na guerra.
- 1820 — Alexander Ypsilantis é declarado líder da Sociedade dos Amigos, uma organização secreta para derrubar o domínio otomano sobre a Grécia.
- 1861 — Guerra Civil dos Estados Unidos: a guerra começa com as forças dos separatistas confederados atacando o Forte Sumter, no porto de Charleston.
- 1877 — O Reino Unido anexa a República Sul-Africana.
- 1900 — Um dia após sua promulgação pelo Congresso, o presidente dos Estados Unidos William McKinley assina a Lei Foraker, dando a Porto Rico autonomia limitada.[1]
- 1910 — Lançado o SMS Zrínyi, um dos últimos encouraçados pré-dreadnought construídos pela Marinha Austro-Húngara.
- 1917 — Primeira Guerra Mundial: as forças canadenses completam com sucesso a tomada da serra de Vimy dos alemães.
- 1927 — Massacre de Xangai: Chiang Kai-shek ordena a execução em Xangai de membros do Partido Comunista da China, terminando com a Primeira Frente Unida.
- 1928 — O Bremen, uma aeronave alemã do tipo Junkers W 33, decola para o primeiro voo transatlântico bem-sucedido de leste a oeste.
- 1931 — Na Espanha se celebram as eleições municipais nas quais as candidaturas republicanas conseguem a maioria em 41 capitais de província, preconizando a proclamação da Segunda República Espanhola.
- 1935 — O bombardeiro leve bimotor Bristol Blenheim decola em seu voo inaugural na Grã-Bretanha.
- 1936 — Inaugurado em São Paulo o Aeroporto de Congonhas.
- 1937 — Frank Whittle testa o primeiro motor a jato projetado para impulsionar uma aeronave, em Rugby, Inglaterra.
- 1945 — O presidente dos Estados Unidos, Franklin D. Roosevelt, morre no cargo; O vice-presidente Harry S. Truman torna-se presidente após a morte de Roosevelt.
- 1955 — A vacina contra a poliomielite, desenvolvida pelo Dr. Jonas Salk, é declarada segura e eficaz.
- 1961 — Corrida espacial: o cosmonauta soviético Iuri Gagarin se torna o primeiro humano a viajar para o espaço sideral e realizar o primeiro voo orbital tripulado, Vostok I.
- 1963 — O submarino soviético de propulsão nuclear K-33 colide com o navio mercante finlandês M/S Finnclipper nos estreitos dinamarqueses.[2]
- 1970 — O submarino soviético K-8, carregando quatro torpedos nucleares, afunda no Golfo da Biscaia quatro dias após um incêndio a bordo.[3]
- 1980
  - Voo Transbrasil 303, um Boeing 727, cai na aproximação ao Aeroporto Internacional de Florianópolis, Brasil. 55 das 58 pessoas a bordo morrem.
  - O governo americo-liberiano da Libéria é violentamente deposto.
- 1981 — Ocorre o primeiro lançamento de um ônibus espacial (Columbia) - a missão STS-1.
- 1999 — Durante o bombardeio da OTAN na Iugoslávia, um americano McDonnell Douglas F-15E Strike Eagle atira em um trem de passageiros, matando entre 20 e 60 pessoas.
- 2007 — Um homem-bomba penetra na Zona Verde e detona em um refeitório dentro de um prédio do Parlamento, matando o membro do parlamento iraquiano Mohammed Awad e ferindo mais de vinte outras pessoas.
- 2009 — O Zimbábue oficialmente abandona o dólar zimbabuano como moeda oficial.
- 2011 — Agência de Energia Atômica do Japão aumenta a gravidade do acidente nuclear de Fukushima I para o nível 7, o mais elevado da Escala Internacional de Acidentes Nucleares.
- 2012 — Junta militar toma o poder em golpe de Estado na Guiné-Bissau.
- 2014 — O Grande Incêndio de Valparaíso devasta a cidade chilena de Valparaíso, matando 16 pessoas, desabrigando cerca de 10 000 habitantes, e destruindo mais de 2 000 casas.

## Nascimentos

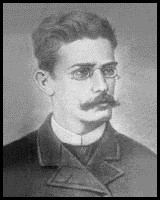
Raul Pompeia

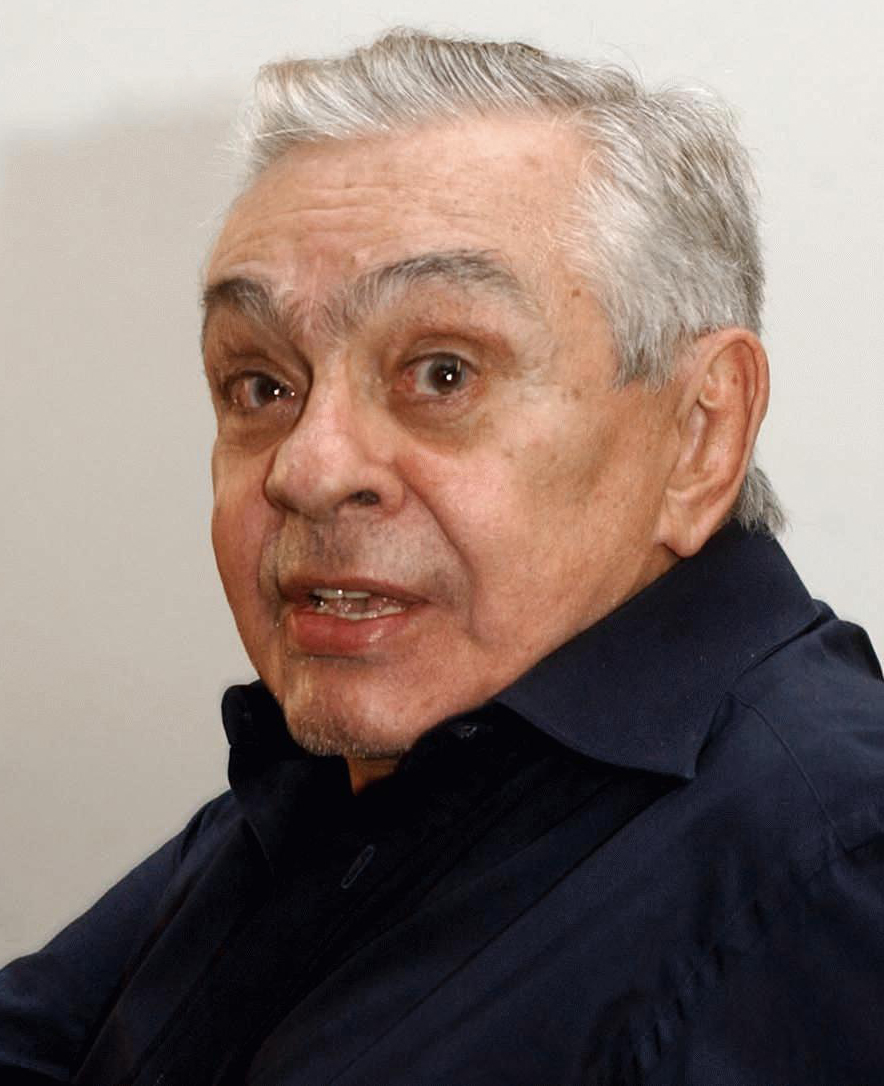
Chico Anysio

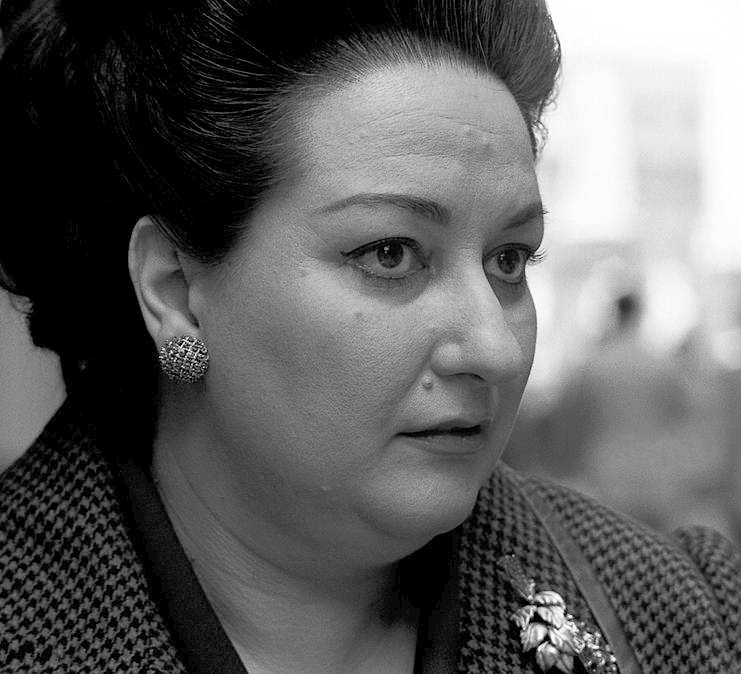
Montserrat Caballé

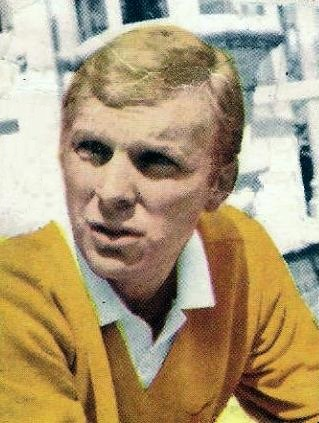
Bobby Moore

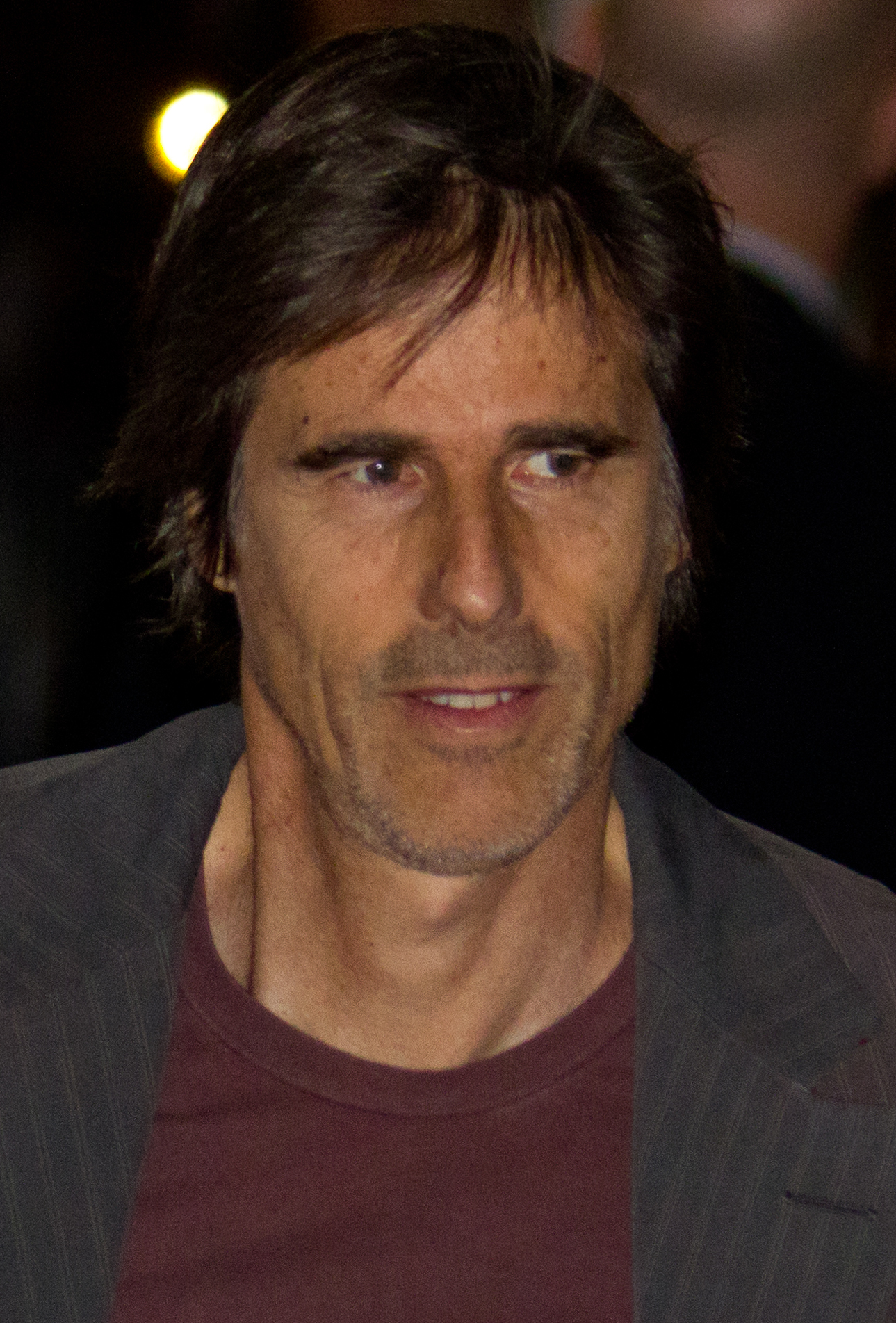
Walter Salles

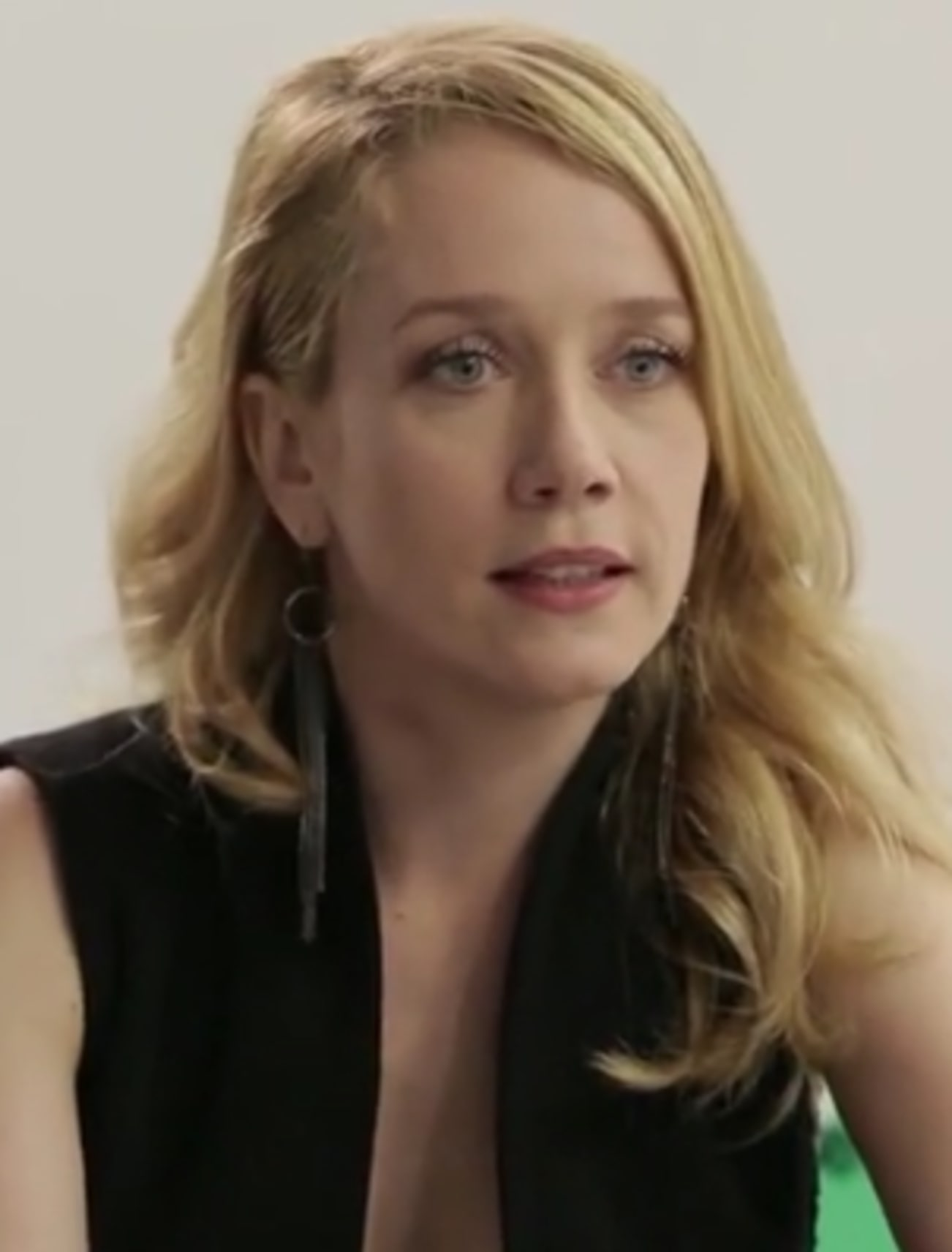
Camila Morgado

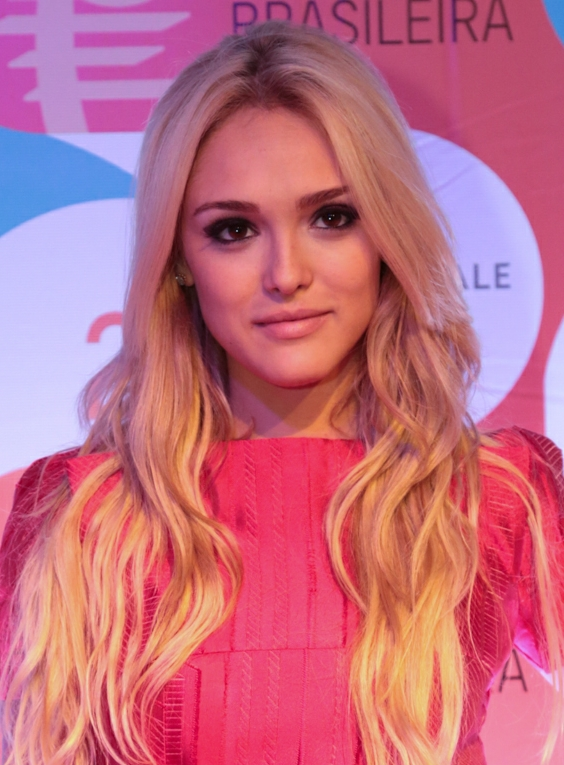
Isabelle Drummond

### Anteriores ao século XIX
- 0811 — Maomé Aljauade, 9.º imã do islamismo xiita (m. 835).
- 0959 — En'yu, imperador do Japão (m. 991).
- 1116 — Riquilda da Polônia, rainha da Suécia e Grã-princesa de Minsk (m. 1156).
- 1432 — Ana de Áustria, duquesa titular de Luxemburgo (m. 1462).
- 1481 — Hieronymus Schurff, jurista alemão (m. 1554).
- 1484
  - Antonio Cordiani, arquiteto italiano (m. 1546).
  - Rana Sanga, rana de Mewar (m. 1527).
- 1500 — Joachim Camerarius, estudioso e tradutor alemão (m. 1574).
- 1539 — Inca Garcilaso de la Vega, escritor peruano (m. 1616).
- 1550 — Edward de Vere, 17º conde de Oxford (m. 1604).
- 1577 — Cristiano IV da Dinamarca (m. 1648).
- 1639 — Martin Lister, naturalista e médico inglês (m. 1712).
- 1666 — Pierre Le Gros, o Jovem, escultor francês (m. 1719).
- 1710 — Caffarelli, ator e cantor italiano (m. 1783).
- 1713 — Guillaume Thomas François Raynal, historiador e escritor francês (m. 1796).
- 1722 — Pietro Nardini, violinista e compositor italiano (m. 1793).
- 1748 — Antoine Laurent de Jussieu, botânico francês (m. 1836).
- 1777 — Henry Clay, advogado e político americano (m. 1836).
- 1794 — Germinal Pierre Dandelin, matemático e engenheiro belga (m. 1847).
- 1796 — George N. Briggs, advogado e político americano (m. 1861).
- 1799 — Henri Druey, advogado e político suíço (m. 1855).

### Século XIX
- 1801 — Joseph Lanner, compositor e maestro austríaco (m. 1843).
- 1813 — Maria de Orleães (m. 1839).
- 1816 — Charles Gavan Duffy, político irlando-australiano (m. 1903).
- 1821 — Frederick Beauchamp Seymour, almirante britânico (m. 1895).
- 1823 — Alexandre Ostrovski, dramaturgo e tradutor russo (m. 1886).
- 1827 — Francisco de Paula Victor, religioso brasileiro (m. 1905).
- 1839 — Nikolaï Mikhaïlovitch Prjevalski, geógrafo e explorador russo (m. 1888).
- 1840
  - Edmond Audran, compositor francês (m. 1901).
  - Carlos Machado de Bittencourt, militar brasileiro (m. 1897).
- 1845 — Gustaf Cederström, pintor sueco (m. 1933).
- 1851 — Edward Walter Maunder, astrônomo e escritor britânico (m. 1928).
- 1852 — Ferdinand von Lindemann, matemático e acadêmico alemão (m. 1939).
- 1863 — Raul Pompeia, escritor brasileiro (m. 1895).
- 1866 — Vitória da Prússia (m. 1929).
- 1869 — Henri Désiré Landru, assassino em série francês (m. 1922).
- 1871 — Ioánnis Metaxás, general e político grego (m. 1941).
- 1872 — Georges Urbain, químico francês (m. 1938).
- 1878 — Richard Goldschmidt, geneticista teuto-americano (m. 1958).
- 1880 — Addie Joss, jogador de beisebol e jornalista americano (m. 1911).
- 1881 — Rudolf Ramek, jurista e político austríaco (m. 1941).
- 1883 — Imogen Cunningham, fotógrafa e educadora americana (m. 1976).
- 1884 — Otto Fritz Meyerhof, médico e bioquímico alemão, ganhador do Prêmio Nobel (m. 1951).
- 1885
  - Robert Delaunay, pintor francês (m. 1941).
  - Hermann Hoth, militar alemão (m. 1971).
- 1888 — Carlos Julio Arosemena Tola, político equatoriano (m. 1952).
- 1889 — Pierre-Étienne Flandin, político francês (m. 1958).
- 1891 — Marguerite Clayton, atriz estadunidense (m. 1968).
- 1892
  - Henry Darger, escritor e artista americano (m. 1973).
  - Johnny Dodds, músico estadunidense (m. 1940).
- 1893 — Henry Oberholzer, ginasta britânico (m. 1953).
- 1894 — Francisco Craveiro Lopes, marechal-de-campo e político português (m. 1964).
- 1896 — Ademar Pimenta, treinador de futebol brasileiro (m. 1970).
- 1898 — Lily Pons, soprano e atriz franco-americana (m. 1976).

### Século XX

#### 1901–1950
- 1901 — Lowell Stockman, agricultor e político americano (m. 1962).
- 1903 — Jan Tinbergen, economista e acadêmico neerlandês, ganhador do Prêmio Nobel (m. 1994).
- 1904 — David Jenkins, jogador de rugby britânico (m. 1951).
- 1905
  - Frances Teague, atriz estadunidense (m. 1969).
  - Inger Hagerup, escritora norueguesa (m. 1985)
- 1907 — Eugène Chaboud, automobilista francês (m. 1983).
- 1908
  - Carlos Lleras Restrepo, político e advogado colombiano (m. 1994).
  - Virginia Cherrill, atriz estadunidense (m. 1996).
- 1910 — Gillo Dorfles, crítico de arte, pintor e filósofo italiano (m. 2018).
- 1912
  - Oswaldo Louzada, ator brasileiro (m. 2008).
  - Georges Franju, cineasta e roteirista francês (m. 1987).
- 1913 — Keiko Fukuda, judoca nipo-americana (m. 2013).
- 1914 — Adriaan Blaauw, astrônomo neerlandês (m. 2010).
- 1915 — Hound Dog Taylor, cantor, compositor e guitarrista americano (m. 1975).
- 1916 — Beverly Cleary, escritora americana (m. 2021).
- 1917
  - Helen Forrest, cantora e atriz americana (m. 1999).
  - Robert Manzon, automobilista francês (m. 2015).
- 1919 — Billy Vaughn, músico e líder de banda americano (m. 1991).
- 1921
  - Lauro de Oliveira Lima, pedagogo brasileiro (m. 2013).
  - Enric Marco Batlle, sindicalista espanhol (m. 2022).
- 1923
  - Ann Miller, atriz, cantora e dançarina estadunidense (m. 2004).
  - Eddie Turnbull, futebolista e treinador de futebol britânico (m. 2011).
- 1924
  - Raymond Barre, economista e político francês (m. 2007).
  - Peter Safar, médico e acadêmico austríaco (m. 2003).
- 1925 — Evelyn Berezin, cientista da computação e engenheira americana (m. 2018).
- 1926 — Jane Withers, atriz estadunidense (m. 2021).
- 1927 — Alvin Sargent, roteirista americano (m. 2019).
- 1928 — Hardy Krüger, ator alemão (m. 2022).
- 1929
  - Mukhran Machavariani, poeta e educador georgiano (m. 2010).
  - Fausto Sucena Rasga Filho, jogador de basquete, empresário e radialista brasileiro (m. 2007).
- 1930
  - Bryan Magee, filósofo e político britânico (m. 2019).
  - Sebastião Campos, ator brasileiro.
- 1931 — Chico Anysio, humorista, ator, diretor, compositor, escritor e comentarista brasileiro (m. 2012).
- 1932
  - Tiny Tim, cantor e tocador de ukulele americano (m. 1996).
  - Waldo Vieira, médico brasileiro (m. 2015).
  - Jean-Pierre Marielle, ator francês (m. 2019).
  - Philippe Nozières, físico francês.
- 1933 — Montserrat Caballé, soprano e atriz espanhola (m. 2018).
- 1935
  - Heinz Schneiter, futebolista e treinador de futebol suíço (m. 2017).
  - Carlos González Cabrera, futebolista mexicano (m. 2017).
- 1936 — Charles Napier, ator estadunidense (m. 2011).
- 1937 — Igor Volk, coronel, aviador e astronauta ucraniano-russo (m. 2017).
- 1939 — Philippe Moureaux, político belga (m. 2018).
- 1940 — Herbie Hancock, pianista e compositor estadunidense.
- 1941 — Bobby Moore, futebolista e treinador de futebol britânico (m. 1993).
- 1942
  - Carlos Reutemann, automobilista e político argentino (m. 2021).
  - Jacob Zuma, político sul-africano.
- 1944
  - Héctor Chumpitaz, ex-futebolista peruano.
  - Lisa Jardine, historiadora, escritora e acadêmica britânica (m. 2015).
  - John Kay, cantor, compositor, guitarrista e produtor teuto-canadense.
- 1945 — Lee Jong-wook, médico e diplomata sul-coreano (m. 2006).
- 1946
  - Ed O'Neill, ator e comediante estadunidense.
  - George Robertson, político e diplomata britânico.
  - Nelson Jobim, jurista e político brasileiro.
- 1947
  - Tom Clancy, escritor estadunidense (m. 2013).
  - David Letterman, apresentador de televisão e comediante estadunidense.
- 1948
  - Joschka Fischer, acadêmico e político alemão.
  - Marcello Lippi, ex-futebolista e treinador de futebol italiano.
- 1949
  - Scott Turow, advogado e escritor americano.
  - Padre Adelino, religioso e político brasileiro.
  - Kateryna Kuryshko, ex-canoísta russa.
  - Ibrahim Mahlab, engenheiro e político egípcio.
- 1950
  - David Cassidy, cantor, compositor e guitarrista americano (m. 2017).
  - Joyce Banda, política malauiana.
  - Flavio Briatore, empresário e dirigente esportivo italiano.

#### 1951–2000
- 1951
  - Raven Grimassi, escritor estadunidense (m. 2019).
  - Peter Liu Cheng-chung, arcebispo taiwanês.
- 1952 — Jean Bricmont, físico e filósofo belga.
- 1953
  - Tanino Liberatore, escritor e ilustrador italiano.
  - Álex Angulo, ator espanhol (m. 2014).
- 1954
  - Nourredine Kourichi, ex-futebolista argelino.
  - Annemiek Derckx, ex-canoísta neerlandesa.
- 1956
  - Walter Salles, cineasta brasileiro.
  - Andy García, ator, diretor e produtor cubano-americano.
  - Herbert Grönemeyer, cantor, compositor e ator alemão.
  - František Jakubec, futebolista tcheco (m. 2016).
- 1957
  - Stoycho Mladenov, ex-futebolista e treinador de futebol búlgaro.
  - Vince Gill, cantor, compositor e guitarrista americano.
- 1958
  - Will Sergeant, guitarrista britânico.
  - Ginka Zagorcheva, ex-atleta búlgara.
- 1959
  - Via Negromonte, cantora e atriz brasileira.
  - Choi Kang-hee, ex-futebolista e treinador de futebol sul-coreano.
- 1960
  - David Thirdkill, ex-jogador de basquete americano.
  - Ben Bamfuchile, futebolista e treinador de futebol zambiano (m. 2007).
- 1961
  - Corrado Fabi, ex-automobilista italiano.
  - Magda Szubanski, atriz, comediante e escritora anglo-australiana.
  - Lisa Gerrard, cantora e compositora australiana.
- 1962
  - Carlos Sainz, automobilista espanhol.
  - Solimões, cantor brasileiro.
- 1964
  - Claudia Jung, cantora, atriz e política alemã.
  - Josep Picó, ex-jogador de polo aquático espanhol.
- 1965
  - Missael Espinoza, ex-futebolista mexicano.
  - Alexandre Vieira, músico brasileiro (m. 2019).
  - Konstantin Bronzit, diretor e animador russo.
- 1966 — Adriana Samuel, ex-jogadora de vôlei de praia brasileira.
- 1967
  - Julio César Rivera, ex-futebolista peruano.
  - Marcelo Freixo, político e professor brasileiro.
- 1968
  - Toby Gad, compositor e produtor musical alemão
  - Charles Fabian, ex-futebolista e treinador de futebol brasileiro.
- 1969
  - Dolly de Leon, atriz filipina.
  - Lucas Radebe, ex-futebolista e comentarista esportivo sul-africano.
- 1970 — Retta, atriz e comediante estadunidense.
- 1971
  - Fernando Meligeni, ex-tenista brasileiro.
  - Shannen Doherty, atriz, diretora e produtora estadunidense (m. 2024).
  - Nicholas Brendon, ator estadunidense.
- 1972
  - Paul Lo Duca, ex-jogador de beisebol e comentarista esportivo americano.
  - Emerson Moisés Costa, ex-futebolista brasileiro.
- 1973
  - Christian Panucci, ex-futebolista e treinador de futebol italiano.
  - Lionel Roux, ex-tenista francês.
- 1974
  - Sylvinho, ex-futebolista e treinador de futebol brasileiro.
  - Marley Shelton, atriz estadunidense.
  - Abdesalam Kames, ex-futebolista líbio.
- 1975
  - Camila Morgado, atriz brasileira.
  - Marcelinho Machado, ex-jogador de basquete brasileiro.
  - Laurent Wauquiez, político francês.
  - Carol Machado, atriz brasileira.
  - Marianne Pettersen, ex-futebolista norueguesa.
- 1976 — Brad Miller, ex-jogador de basquete americano.
- 1977
  - Giovanny Espinoza, ex-futebolista equatoriano.
  - Gemma Mengual, atleta de nado sincronizado espanhola.
- 1978
  - Guy Berryman, baixista e produtor musical britânico.
  - Riley Smith, ator e cantor norte-americano.
- 1979
  - Claire Danes, atriz estadunidense.
  - Jennifer Morrison, atriz estadunidense.
  - Maurílio de Oliveira, músico brasileiro.
  - Sergio Pellissier, ex-futebolista italiano.
  - Elena Grosheva, ex-ginasta russa.
  - Mateja Kežman, ex-futebolista sérvio.
  - Paul Nicholls, ator britânico.
- 1980
  - Brian McFadden, cantor e compositor irlandês.
  - Geovanna Tominaga, apresentadora de televisão brasileira.
  - Itamar Batista da Silva, ex-futebolista brasileiro.
- 1981
  - Iuri Borzakovski, ex-meio-fundista russo.
  - Nicolás Burdisso, ex-futebolista argentino.
  - Tulsi Gabbard, política americana.
  - Grant Holt, ex-futebolista e lutador britânico.
  - Paul Rust, ator e escritor estadunidense.
- 1982
  - Ryan Dalziel, automobilista britânico.
  - Rodrigo Tavares, músico brasileiro.
  - Gilbert Melendez, lutador estadunidense de artes marciais mistas.
- 1983
  - Sak Noel, DJ, produtor e diretor de vídeos musicais espanhol.
  - Jelena Dokić, ex-tenista sérvio-australiana.
  - Sergio Escudero, ex-futebolista argentino.
- 1985
  - Bruno Rodrigo, ex-futebolista brasileiro.
  - Hitomi Yoshizawa, cantora japonesa.
  - Shakhriyar Mamedyarov, enxadrista azeri.
- 1986
  - Jonathan Pitroipa, ex-futebolista burquinense.
  - Blerim Džemaili, ex-futebolista suíço.
  - Marcel Granollers, tenista espanhol.
  - Joni Aho, ex-futebolista finlandês.
- 1987
  - Luiz Adriano, futebolista brasileiro.
  - Ilana Glazer, atriz, comediante, produtora, escritora e ativista norte-americana.
  - Brendon Urie, cantor, compositor, músico e multi-instrumentista estadunidense.
  - Brooklyn Decker, atriz e modelo estadunidense.
  - Shawna Lenee, atriz estadunidense de filmes eróticos.
- 1988
  - Ricardo Álvarez, ex-futebolista argentino.
  - Jessie James, cantora e compositora americana.
- 1989
  - Kaitlyn Weaver, patinadora artística canadense.
  - Timo Gebhart, ex-futebolista alemão.
  - Miguel Ángel Ponce, futebolista americano-mexicano.
  - Luiza Caspary, dubladora, cantora, compositora, atriz, locutora e publicitária brasileira.
  - Ádám Hanga, jogador de basquete húngaro.
  - Yaroslav Kutsyaba, futebolista ucraniano.
- 1990
  - Francesca Halsall, nadadora britânica.
  - Hiroki Sakai, futebolista japonês.
- 1991
  - Oliver Norwood, futebolista britânico.
  - Jazz Richards, futebolista britânico.
- 1992
  - Chad le Clos, nadador sul-africano.
  - Mohammad Al-Dawud, futebolista jordaniano.
  - Anastasios Lagos, futebolista grego.
  - Vitaly Dunaytsev, pugilista russo.
- 1993 — Carl Nassib, jogador de futebol americano estadunidense.
- 1994
  - Isabelle Drummond, atriz e cantora brasileira.
  - Saoirse Ronan, atriz estadunidense.
  - Guido Rodríguez, futebolista argentino.
  - Eric Bailly, futebolista marfinense.
  - Oh Se-hun, cantor, modelo e ator sul-coreano.
  - Airi Suzuki, cantora japonesa.
- 1995 — Jennifer Brady, tenista norte-americana.
- 1996
  - Jan Bednarek, futebolista polonês.
  - Elizaveta Kulichkova, tenista russa.
  - Vanessa Marques, futebolista portuguesa.
  - Matteo Berrettini, tenista italiano.
- 1997
  - Katelyn Ohashi, ex-ginasta estadunidense.
  - Nils Stump, judoca suíço.
- 1998 — Paulo Londra, rapper argentino.
- 2000
  - Manuel Turizo, cantor colombiano.
  - David Hogg, ativista norte-americano.

### Século XXI
- 2002 — Gabriel Pirani, futebolista brasileiro.
- 2003 — Simon Ngapandouetnbu, futebolista camaronês.

## Mortes

### Anteriores ao século XIX
- 45 a.C. — Pompeu, o Jovem, general e político romano (n. 75 a.C.).
- 0238
  - Gordiano I, imperador romano (n. 159).
  - Gordiano II, imperador romano (n. 192).
- 0352 — Papa Júlio I (n. 300).
- 0434 — Maximiano de Constantinopla, arcebispo de Constantinopla (n. ?).
- 0901 — Eudócia Baiana, imperatriz bizantina (n. ?).
- 1125 — Ladislau I da Boêmia (n. 1065).
- 1167 — Carlos VII da Suécia (n. 1130).
- 1256 — Margarida de Bourbon, Rainha de Navarra (n. 1216).
- 1530 — Joana de Trastâmara, princesa de Castela (n. 1462).
- 1550 — Cláudio de Lorena, Duque de Guise (n. 1496).
- 1555 — Joana de Castela, rainha de Castela e Leão (n. 1479).
- 1704 — Jacques-Bénigne Bossuet, bispo e teólogo francês (n. 1627).
- 1748 — William Kent, arquiteto britânico (n. 1685).
- 1782 — Pietro Metastasio, poeta e compositor ítalo-austríaco (n. 1698).

### Século XIX
- 1814 — Charles Burney, historiador da música e compositor britânico (n. 1726).
- 1817 — Charles Messier, astrônomo e acadêmico francês (n. 1730).
- 1823 — Diana Noel, 2.ª Baronesa Barham (n. 1762).
- 1834 — Isabella Ingram-Seymour-Conway, Marquesa de Hertford (n. 1759).
- 1850 — Adoniram Judson, lexicógrafo e missionário americano (n. 1788).

### Século XX
- 1901 — John Porter Hatch, oficial norte-americano (n. 1822).
- 1912 — Clara Barton, enfermeira e humanitária americana. (n. 1821).
- 1924 — Euclides Pinto Martins, aviador brasileiro (n. 1892).
- 1927
  - Giuseppe Moscati, santo italiano (n. 1880).
  - Léon Denis, estudioso e escritor francês (n. 1846).
- 1938 — Feodor Chaliapin, cantor de ópera russo (n. 1873).
- 1945
  - Franklin Delano Roosevelt, advogado e político americano (n. 1882).
  - Max Wolf Filho, militar brasileiro (n. 1911).
- 1953 — Lionel Logue, ator e terapeuta australiano (n. 1880).
- 1962 — Ron Flockhart, automobilista britânico (n. 1923).
- 1968 — Afonso Pena Júnior, político e ensaísta brasileiro (n. 1879).
- 1971 — Wynton Kelly, pianista estadunidense (n. 1931).
- 1973 — Arthur Freed, compositor e produtor americano (n. 1894).
- 1975 — Josephine Baker, atriz, ativista e humanitária francesa (n. 1906).
- 1980 — William Richard Tolbert, Jr., político liberiano (n. 1913).
- 1981
  - Asaka Yasuhiko, príncipe japonês (n. 1887).
  - Joe Louis, pugilista estadunidense (n. 1914).
- 1983 — Jørgen Juve, futebolista e jornalista norueguês (n. 1906).
- 1988 — Colette Deréal, cantora e atriz francesa (n. 1927).
- 1989
  - Abbie Hoffman, ativista americano (n. 1936).
  - Sugar Ray Robinson, pugilista estadunidense (n. 1921).
- 1997 — George Wald, neurologista e acadêmico americano, ganhador do Prêmio Nobel (n. 1906).
- 2000
  - Christopher Pettiet, ator americano (n. 1976).
  - Edgar Carício de Gouveia, bispo brasileiro (n. 1921).

### Século XXI
- 2008
  - Cecilia Colledge, patinadora artística e treinadora anglo-americana (n. 1920).
  - Patrick Hillery, médico e político irlandês (n. 1923).
- 2009
  - Francisco Stockinger, escultor, gravurista e chargista austríaco (n. 1919).
  - Marilyn Chambers, atriz estadunidense (n. 1952).
  - João Herrmann Neto, político brasileiro (n. 1946).
- 2010
  - Michel Chartrand, líder sindical canadense (n. 1916).
  - Werner Schroeter, diretor e roteirista alemão (n. 1945).
- 2011 — Serginho Leite, humorista e radialista brasileiro (n. 1955).
- 2012 — Marly Bueno, atriz brasileira (n. 1932).
- 2013 — Robert Eugene Byrne, enxadrista e escritor americano (n. 1928).
- 2014 — Maurício Alves, futebolista brasileiro (n. 1990).
- 2015 — Paulo Brossard, jurista e político brasileiro (n. 1924).
- 2016 — Francisco Nicholson, ator e encenador português (n. 1938).
- 2017 — Charlie Murphy, ator e comediante americano (n. 1959).
- 2022 — Gilbert Gottfried, comediante, ator e cantor americano (n. 1955).

## Feriados e eventos cíclicos

### Brasil
- Dia Nacional do Humorista
- Dia Nacional do Engenheiro Naval
- Dia Nacional do Obstetra
- Dia da Intendência do Exército Brasileiro
- Aniversário do município de Porto Calvo, Alagoas
- Aniversário do município de Bocaiúva do Sul, Paraná

### Portugal
- Dia Nacional do Ar

### Cristianismo
- Adoriram Judson
- Giuseppe Moscati
- Nossa Senhora da Revelação
- Papa Júlio I
- Zenão de Verona

## Outros calendários
- No calendário romano era o dia da véspera dos idos de abril.
- No calendário litúrgico tem a letra dominical D para o dia da semana.
- No calendário gregoriano a epacta do dia é xvii.